# Mar de Timor
El mar de Timor (Laut Timor; en indonesi, Mar de Timor en portuguès) és un braç de l'oceà Índic entre l'illa de Timor, repartida administrativament entre els estats d'Indonèsia i Timor Oriental, el Territori del Nord d'Austràlia i el mar d'Arafura.

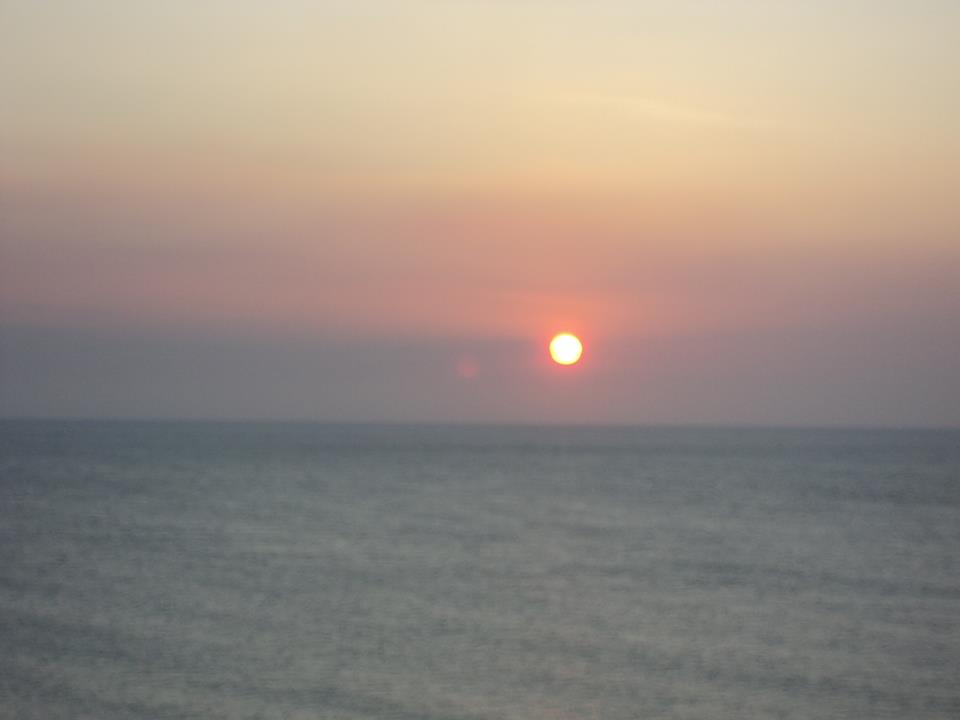
Mar de Timor de Timor Oriental

El mar de Timor té dues importants entrades a la costa nord d'Austràlia, el golf Josep Bonaparte, en honor del germà de Napoleó, Josep Bonaparte, i el golf Van Diemen. La ciutat australiana de Darwin és l'única localitat important que es troba vora aquest mar.
El mar té uns 480 km d'ample i cobreix una àrea d'uns 610.000 km². El punt més profund és la fossa de Timor, amb una fondària de 3.300 m. La resta del mar és molt menys profund, amb una mitjana inferior als 200 m, ja que s'estén per sobre la plataforma Sahul, part de la plataforma continental australiana.
En aquest mar s'hi troben una gran quantitat d'illes significatives, entre les quals hi ha l'illa Melville, situada aigües enfora de la costa australiana, i les illes Ashmore i Cartier, sota govern australià. Es creu que els primers pobladors que arribaren a Austràlia ho feren viatjant d'illa en illa a través del mar de Timor.
Sota el mar de Timor hi ha importants reserves de petroli i gas; el camp de gas Greater Sunrise n'és el més gran dels existents.
El mar conté una sèrie d'esculls, illes deshabitades i reserves considerables d'hidrocarburs. Les disputes internacionals van sorgir després del descobriment de les reserves que van resultar en la signatura del Tractat del Mar de Timor.
El mar de Timor va ser afectat pel pitjor vessament de petroli en 25 anys el 2009.
És possible que els primers habitants d'Austràlia travessessin el mar de Timor des de l'arxipèlag malai en un moment en què el nivell del mar era més baix.

## Etimologia
El mar de Timor rep el nom de Timor, l'illa a l'altra banda de la costa nord del mar. El nom de l'illa és una variant de timur, malai per «est».
En tetum, l'expressió tasi mane (literalment «mar masculí») s'utilitza sovint per referir-se al mar de Timor. La contrapartida d'aquesta massa d'aigua, l'estret d'Ombai - Wetar, que té onades més petites, és menys tèrbol i banya la major part de les costes nord de l'illa de Timor, s'anomena comunament en tetum com tasi feto (literalment  «mar femení»).

## Geografia

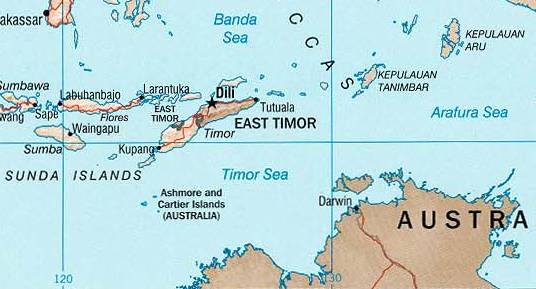
Mar de Timor i mars veïns

Les aigües de l'est es coneixen com el mar d'Arafura. El mar de Timor és adjacent a tres entrades importants a la costa nord d'Austràlia, el golf de Joseph Bonaparte, el golf de Beagle i el golf de Van Diemen. La ciutat australiana de Darwin que es troba en part a la riba del golf de Beagle, és la gran ciutat més propera al mar. La petita ciutat de Wyndham està situada al braç oest del golf de Cambridge, una entrada del golf de Joseph Bonaparte.
Els rius que entren al mar de Timor des del Territori del Nord inclouen el riu Fish, el riu King, el riu sec, el riu Victòria i els rius Alligator. Els rius de la regió de Kimberley que desemboquen al mar de Timor inclouen el riu Ord, el riu Forrest, el riu Pentecost i el riu Durack.
El mar té uns 480 km d'ample, que cobreix una àrea d'uns 610.000 km². El seu punt més profund és la fossa de Timor (que alguns geòlegs consideren que és l'extensió sud-est de la fossa de Java, però d'altres veuen com una fossa d'avantpaís a la «serralada») de l'illa de Timor, situada a la part nord del mar, que arriba a una profunditat de 3.300 m. La resta del mar és molt més profund, gran part d'ella amb una mitjana de menys de 200 m de profunditat, ja que sobreposa la plataforma Sahul, part de la plataforma continental australiana.
El Big Bank Shoals és una zona al fons marí inclinat entre la plataforma continental i el Timor Trough on es troben una sèrie de bancs submergits. L'ecosistema dels bancs difereix significativament de les aigües més profundes que els envolten. El maig de 2010, es va anunciar que s'havia descobert un cràter d'uns 50 km d'ample al fons marí del mar de Timor.

### Extensió

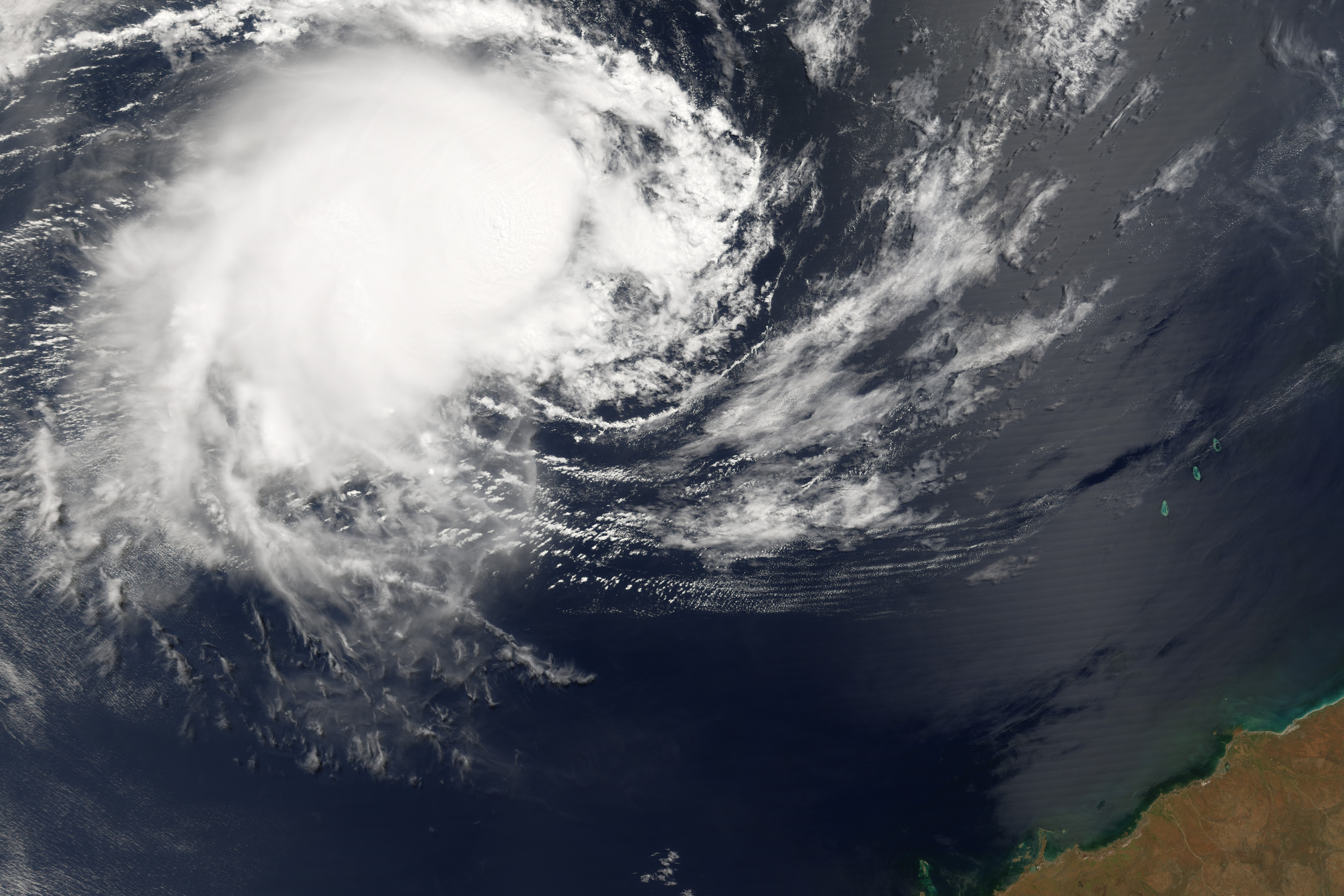
El cicló tropical Floyd sobre el mar de Timor, 2006

L'Organització Hidrogràfica Internacional (OHI) defineix el mar de Timor com una de les aigües de l’arxipèlag de les Índies Orientals. L'OHI defineix els seus límits de la següent manera:
| « | Al nord El límit sud-est del mar de Savu [Per una línia des del punt sud-oest de Timor fins al punt nord-est de Roti, passant per aquesta illa fins al seu punt sud-oest] la costa sud-est de Timor i el límit sud del mar de Banda [A línia des de Tanjong Aro Oesoe, passant per Sermata fins a Tanjong Njadora, el punt sud-est de Lakov (8° 16′ S, 128° 14′ E / 8.267°S,128.233°E) al llarg de les costes sud de les illes Lakov, Moa i Leti fins a Tanjong Toet Pateh, el punt oest de Leti, des d'allí una línia fins a Tanjong Sewirawa, l'extrem oriental de Timor]. A l'est. El [límit] occidental del mar d'Arafura [Una línia des del cap Don fins a Tanjong Aro Oesoe, el punt sud de Selaroe (illes Tanimbar)]. Al sud. La costa nord d'Austràlia des del cap Don fins al cap Londonderry (13° 47′ S, 126° 55′ E / 13.783°S,126.917°E). A l'oest. Una línia des del cap Londonderry fins al punt sud-oest de l'illa de Roti (10° 56′ S, 122° 48′ E / 10.933°S,122.800°E). | » |

### Meteorologia
Moltes tempestes tropicals i ciclons s'originen o passen pel mar de Timor. El febrer de 2005, el cicló tropical Vivienne va interrompre les instal·lacions de producció de petroli i gas a la zona, i el mes següent, el cicló tropical sever Willy va interrompre la producció. Les instal·lacions de producció de petroli estan dissenyades per suportar els efectes dels ciclons, encara que com a precaució de seguretat el treball de producció sovint es redueix o s'atura temporalment i els treballadors s'evacuen en helicòpter cap al continent, normalment a Darwin o Dili.

### Esculls i illes

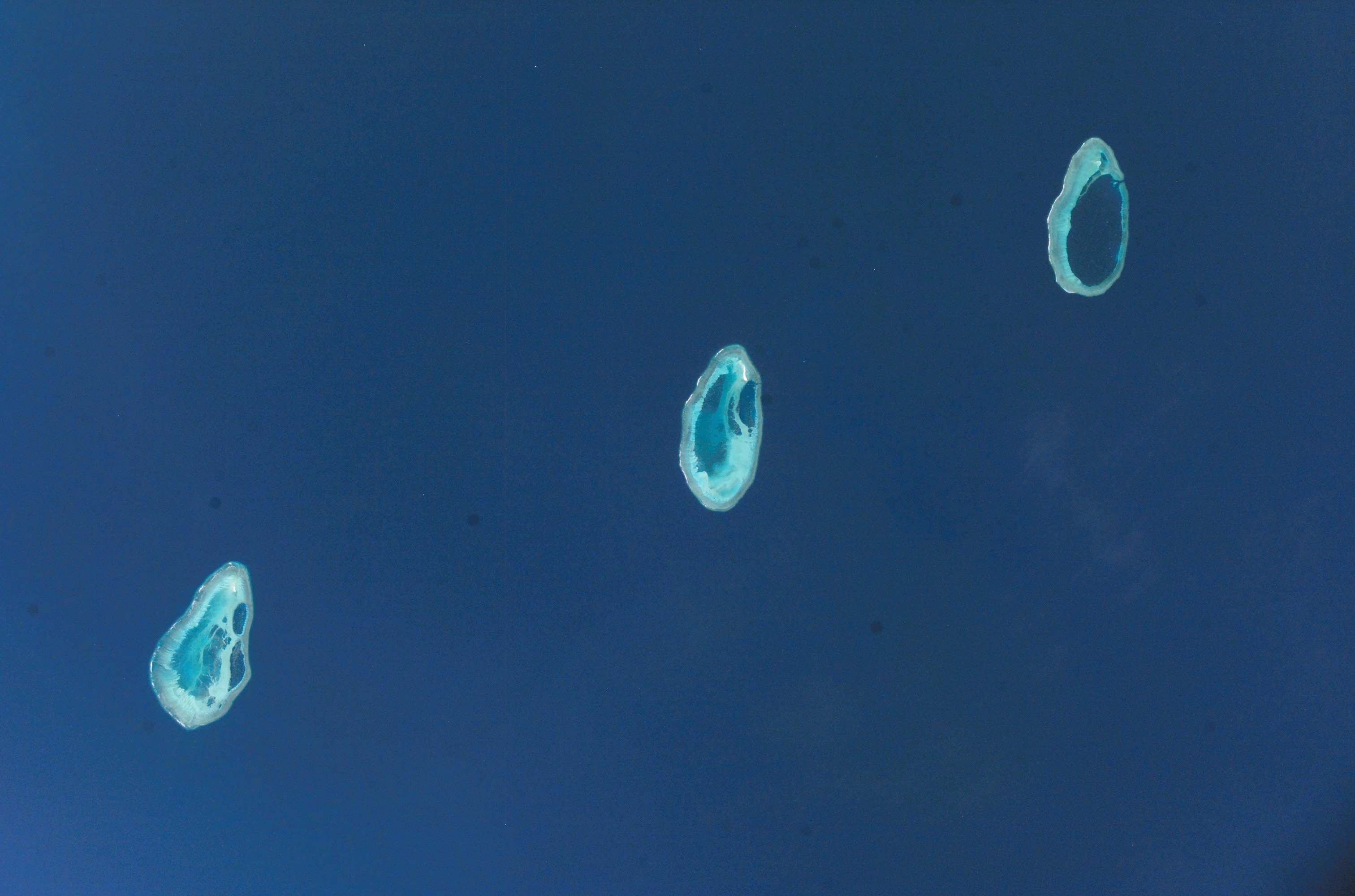
Agost de 2005 Fotografia de satèl·lit de la NASA dels Rowley Shoals

Al mar es troben diverses illes importants, sobretot l'illa Melville, part de les illes Tiwi, davant d'Austràlia i les Illes Ashmore i Cartier, governades per Austràlia. Es creu que els primers humans van arribar a Austràlia fent «salts per illes» a través del mar de Timor.
Els esculls Scott i Seringapatam formats a la zona i a l'oest, a la mateixa plataforma submarina, es troben els Rowley Shoals.

## Història

### Segona Guerra Mundial
Durant la dècada de 1940, la marina japonesa va dur a terme atacs aeris a Austràlia des de vaixells al mar de Timor. El 19 de febrer de 1942 el portaavions japonès Kaga amb altres vaixells, va llançar atacs aeris contra Darwin, Austràlia, enfonsant nou vaixells, inclòs l’USS Peary. Aquest bombardeig va marcar l'inici de la Batalla de Timor al teatre del Pacífic durant la Segona Guerra Mundial.

## Hidrologia

### Corrent de Timor
El corrent de Timor és un corrent oceànic que discorre al sud-oest al mar de Timor entre l'arxipèlag malai i Austràlia. És un dels principals contribuents al flux d'indonèsia que transporta aigua des de l'oceà Pacífic fins a l'oceà Índic.

## Reserves d'hidrocarburs

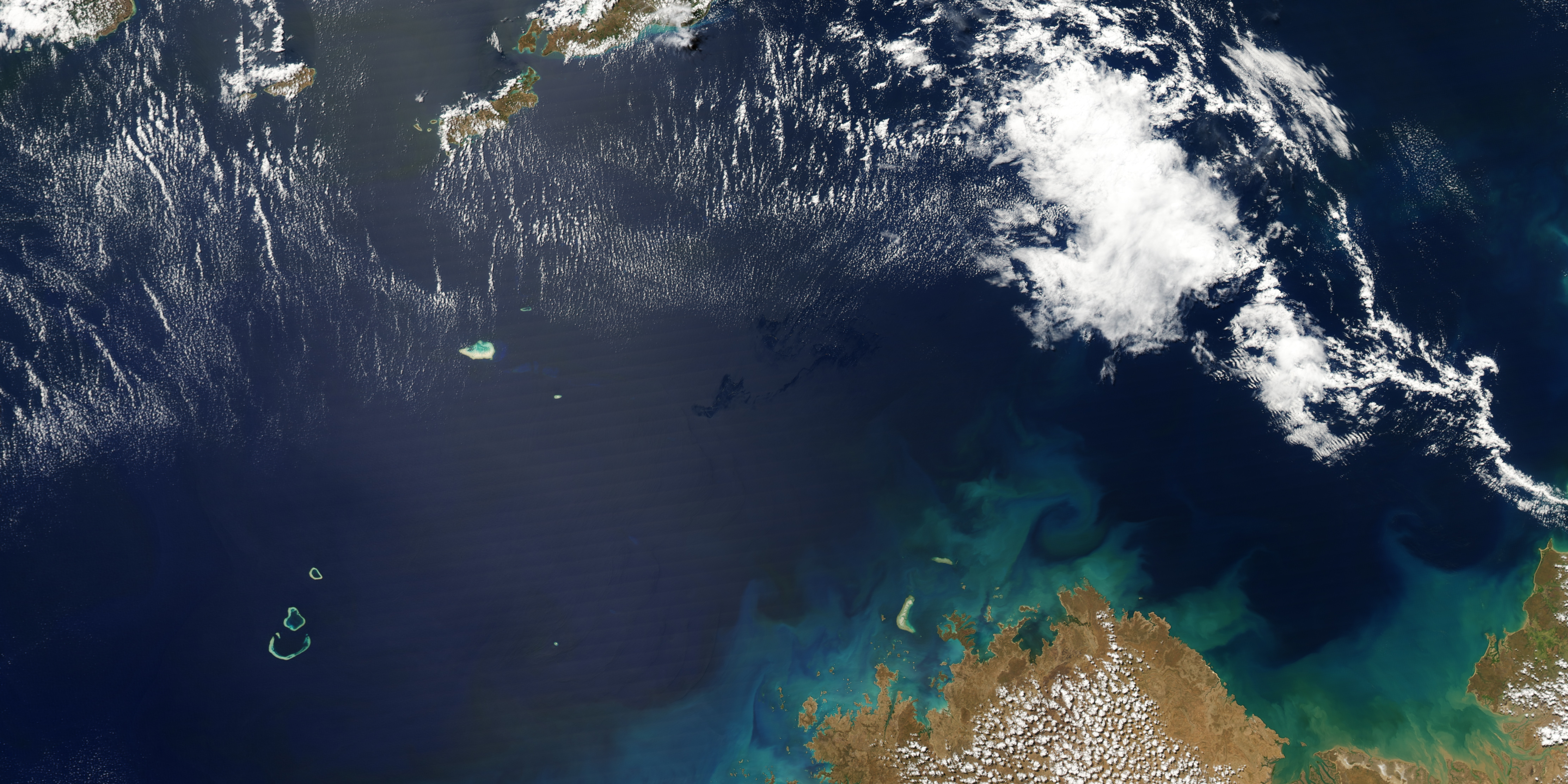
Taca d'oli del vessament de petroli de Montara al mar de Timor setembre de 2009.

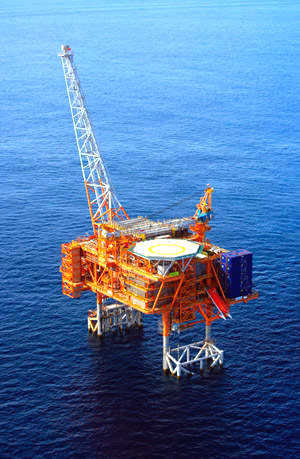
Gran John

Sota el mar de Timor hi ha reserves considerables de petroli i gas. La confirmació de la prospectivitat del mar de Timor va arribar quan la plataforma Big John de Woodside-Burmah va perforar el pou Troubadour No. 1 el juny de 1974 als Troubadour Shoals uns 200 km al sud-est de Timor, i va perforar 83 m. Hi ha una sèrie de projectes petroliers en alta mar en funcionament i hi ha una important activitat d'exploració en curs i nombrosos projectes proposats. Un gasoducte travessa el mar de Timor des de la Joint Petroleum Development Area fins a Wickham Point, prop de Darwin.
El mar de Timor va ser el lloc del vessament de petroli més gran d'Austràlia quan el jaciment de Montara va filtrar petroli, gas natural i condensats del 21 d'agost al 3 de novembre de 2009. Durant el vessament 400 barrils de petroli es van filtrar cada dia. La Comissió d'Enquesta de Montara va culpar a l'empresa tailandesa PTTEP, propietària dels pous.

### Projecte Bayu-Undan
El projecte de petroli més gran en funcionament al mar de Timor és el projecte Bayu-Undan operat per Santos. El camp de Bayu-Undan es troba aproximadament a 500 km al nord-oest de Darwin a la conca de Bonaparte. La producció va començar l'any 2004 com un projecte de reciclatge de gas, amb líquids (condensat, propà i butà) retirats del flux de producció en brut i exportats. El gas es va tornar a bombejar a l'embassament. Al mateix temps, es va iniciar la construcció d'uns 500 km d’un gasoducte submarí de gas natural que connecta la instal·lació de processament de Bayu-Undan amb una planta de gas natural liquat situada a Wickham Point al port de Darwin. Des de la finalització del gasoducte i de la planta de GNL de Darwin el 2005, el gas produït en alta mar a Bayu-Undan ara es transporta a la planta de Darwin on es converteix en líquid i es transporta al Japó amb contractes de venda a llarg termini. Timor-Leste ha guanyat, a partir del 2017, més de 18.000 milions de dòlars de Bayu-Undan des que va començar la producció; no obstant això, es preveu que les seves reserves s'esgotin el 2023.

### Jaciment de gas d'Ichthys
El jaciment de gas Ichthys és un jaciment de gas natural situat al mar de Timor, a la costa nord-oest d'Austràlia. El camp es troba a 220 km de la costa d'Austràlia Occidental i 820 km al sud-oest de Darwin, amb una profunditat mitjana d'aigua d'aproximadament 250 metres. Va ser descobert l'any 2000. El primer gas del jaciment d'Ichthys es va aconseguir el 30 de juliol de 2018.

### Altres projectes
AED Oil és propietària del gran projecte petrolier del jaciment de Puffin i Woodside Petroleum produeix petroli al jaciment de Laminaria. El jaciment de gas Greater Sunrise, descobert el 1974, és un dels més grans de la zona i s'espera que guanyi a Timor Oriental diversos milers de milions de dòlars en ingressos per royalties. Woodside Petroleum té previst processar gas de Greater Sunrise a través d'una plataforma flotant, però Xanana Gusmão, el primer ministre de Timor Oriental s'oposa a aquest pla i vol que el gas vagi a Beaço Arxivat 2021-08-14 a Wayback Machine. a través d'un gasoducte per al seu processament.

## Conflicte territorial

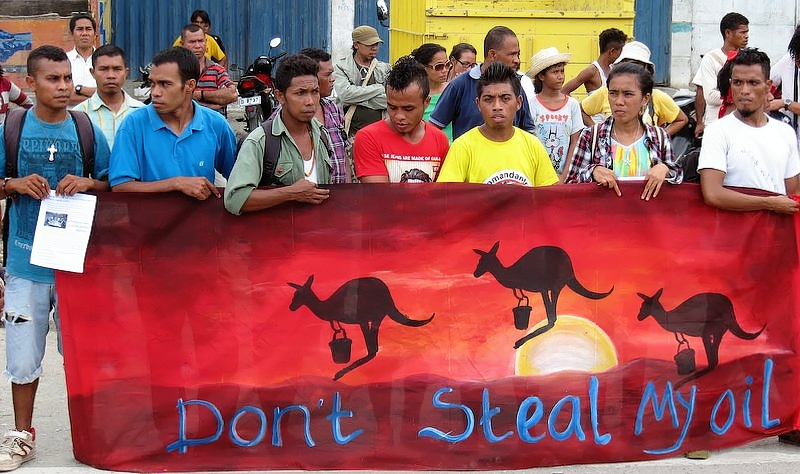
Manifestació contra Austràlia el desembre de 2013

Des del descobriment de petroli al mar de Timor a la dècada de 1970, hi ha hagut disputes sobre els drets de propietat i explotació dels recursos situats en una part del mar de Timor coneguda com la bretxa de Timor, que és la zona del mar de Timor que es troba fora dels límits territorials al nord i al sud del mar de Timor. Aquests desacords van implicar inicialment Austràlia i Indonèsia, tot i que finalment es va arribar a una resolució en forma del Tractat de la bretxa de Timor. Després de la declaració de la nació de Timor Oriental el 1999, els termes del Tractat de la Bretxa de Timor van ser abandonats i es van iniciar negociacions entre Austràlia i Timor Oriental, que van culminar amb el Tractat del Mar de Timor.
De 1965 a 2018, la reivindicació territorial d'Austràlia es va estendre a l'eix batimètric (la línia de major profunditat del fons marí) a l'abocador de Timor. Se superposava a la reivindicació territorial del mateix Timor Oriental, que va seguir l'antiga potència colonial Portugal i la Convenció de les Nacions Unides sobre el Dret de la Mar en afirmar que la línia divisòria hauria d'estar a mig camí entre els dos països. El 2018, Austràlia va acordar un límit de línia mitjana.
El 2013 es va revelar que el Servei secret d'intel·ligència australià (ASIS) va plantar dispositius d'escolta per escoltar Timor Oriental durant les negociacions sobre els jaciments de petroli i gas de Greater Sunrise. Això es coneix com l’escàndol d'espionatge entre Austràlia i Timor Oriental.

### Tractat del Mar de Timor
El Tractat del Mar de Timor, que es va signar el 20 de maig de 2002, va donar lloc a l'establiment de l'Autoritat Designada del Mar de Timor (TSDA). Aquesta organització és responsable de l'administració de totes les activitats relacionades amb el petroli en una part del mar de Timor coneguda com l'Àrea de desenvolupament conjunt del petroli (JPDA). El tractat es va ratificar el febrer de 2007.
Segons els termes del tractat, els drets d'autor sobre la producció de petroli a la JPDA es divideixen en una proporció de 90:10 entre Timor Oriental i Austràlia. Ha estat criticat perquè el tractat no va finalitzar la frontera marítima entre Timor Oriental i Austràlia.

### Tractat de Límits Marítims de 2018
El Tractat Austràlia-Timor Leste que estableix els seus límits marítims al mar de Timor es va signar el 6 de març de 2018 a la seu de les Nacions Unides a Nova York en presència del secretari general de les Nacions Unides, Antonio Guterres.